# Syritta oceanica
Syritta oceanica är en tvåvingeart som beskrevs av Macquart 1855. Syritta oceanica ingår i släktet kompostblomflugor, och familjen blomflugor. Inga underarter finns listade i Catalogue of Life.